# ヴァスコ・レジーニ
ヴァスコ・レジーニ（Vasco Regini, 1990年9月9日 - ）は、イタリア・チェゼーナ出身の元サッカー選手。現役時代のポジションはDF。

## 経歴

### クラブ
ACチェゼーナの下部組織で育成され、2007年にトップチームへ昇格した。
2009年、UCサンプドリアへ加入し下部組織に所属。2009年5月9日のレッジーナ戦でセリエAデビューを果たしている。
2010年にセリエC1のフォッジャ・カルチョへレンタル移籍した後、2011年にセリエBのエンポリFCへ完全移籍した。2012-13シーズンには45試合に出場しエンポリのセリエA昇格に貢献した。
2013年、UCサンプドリアへ復帰。2016年2月1日、SSCナポリへ買取オプション付きのレンタルで移籍。しかし5月14日のフロジノーネ・カルチョ戦のみの出場に終わり、シーズン終了後にサンプドリアへ復帰した。2017年8月14日、サンプドリアとの契約を2021年まで延長した。2017-18シーズンより引退したアンジェロ・パロンボに代わってキャプテンに就任した。
2021年7月13日、レッジーナ1914に1年契約で移籍した。
2022年8月26日、リミニFCに2年契約で加入した。